# Hanifa Alasgarov
Hanifa Alasgarov (en azéri : Hənifə Əliskəndər oğlu Ələsgərov; né le 1er janvier 1912 à Bakou et  mort le 29 avril 1991 à Bakou) est un architecte azerbaïdjanais, architecte en chef de la ville de Bakou (1965-1973), lauréat des prix d'État de l'URSS (1972) et de la RSS d'Azerbaïdjan (1976) .

## Biographie
Hanifa Alasgarov est née dans la famille d'un enseignant. Il est diplômé de la faculté d'architecture de l'Institut industriel d'Azerbaïdjan en 1936 et maîtrise l'art de l'architecture.
En 1939, Hanifa Alasgarov est nommé chef du département d'urbanisme de l'Institut national des projets. En 1946-1948 et 1958-1962 il dirige l'atelier de l'institut "Azerdovlatlayiha".

## Activité administrative professionelle
H. Alasgarov travaille comme chef adjoint du Département d'architecture du Conseil des ministres de l'ex-RSS d'Azerbaïdjan. Dans les mêmes années il développe le plan général de la ville de Lankaran (1947) et le plan de la région de Zaqatala (1949).
En 1948-1958, il est vice-président du Comité national de la construction de la RSS d'Azerbaïdjan. Il dirige les questions de construction nationale et de monuments architecturaux, les problèmes d'urbanisme et de protection.
La construction d'ouvrages majeurs tels qu'un immeuble résidentiel dans la rue du 28 mai à Bakou est réalisé avec sa participation , ainsi que le bâtiment administratif de l'usine textile de Ganja en 1956, un hôtel et une pension dans la ville de Choucha (raion) en 1960, une pension balnéaire à Bilgah en 1961,  en 1966, le bâtiment pédagogique de l'Institut de langue et littérature russes à Bakou, en 1968 le Complexe commémoratif des 26 commissaires de Bakou et le monument mémorial de Lénine au Nakhitchevan en 1975. 
- En 1969, H.Alasgarov participe à la conception du plan directeur pour la rénovation de la vieille ville (Icherisheher), le centre historique de la ville de Bakou.

L'un des travaux d'urbanisme intéressants de Hanifa Alasgarov a été la reconstruction de la place Nizami à Bakou.
- En 1961, lors du concours restreint annoncé pour la reconstruction de l'ancienne place Lénine (aujourd'hui place Azadlig), le projet de l'équipe dirigée par H. Alasgarov remporte le 3e prix.
- En 1960, Hanifa Alasgarov reçoit le titre honorifique de « bâtisseur honoré de la RSS d'Azerbaïdjan ».
- De 1962 à 1967, il est vice-président de l'Union des architectes d'Azerbaïdjan.

L'activité de Hanifa Alasgarov à la tête du Département de planification générale de Bakou depuis 1965 est marquée par le commencement rapide des travaux sur les bases techniques et économiques du nouveau plan directeur de la ville. 
- En 1972, il fournit le projet de la stationQara Qarayev (métro de Bakou) (ensemble avec Alasgar Huseynov).

Hanifa Alasgarov travaille comme architecte en chef de Bakou jusqu'en 1973.
Hanifa Alasgarov est l'auteur de plus de 50 articles, livres et brochures.

## Mémoire
- L'une des rues centrales de Bakou porte son nom.
- Timbre-poste d'Azerbaïdjan émis en 2017

## Décoration
- En 1972, le titre de lauréat du Prix d'État de l'URSS
- En 1976, le Prix d'État de la RSS d'Azerbaïdjan.
- Ordre de la Guerre Patriotique du 1er degré
- Étoile Rouge
- Insigne d'Honneur et des médailles.